# Saint-Marc (Haiti)

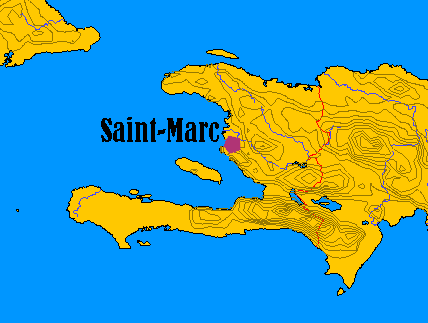
Położenie miasta Saint-Marc na mapie Haiti

Saint-Marc (język kreolski haitański Sen Mak) – miasto w północnej części Haiti, drugie pod względem wielkości w departamencie Artibonite, ok. 104 km na północ od stolicy kraju, Port-au-Prince; ok. 100 tys. mieszkańców (szacunkowo za 2003 r.). Miasto jest siedzibą arrondissement o tej samej nazwie. Ośrodek przemysłu przetwórczego i spożywczego, port umożliwia eksport cukru, bananów, kawy, zboża, itp.